# アンソニー・エドワーズ (バスケットボール)
アンソニー・エドワーズ（Anthony Edwards, 2001年8月5日 - ）は、アメリカ合衆国ジョージア州アトランタ出身のプロバスケットボール選手。NBAのミネソタ・ティンバーウルブズに所属している。ポジションはシューティングガード。愛称は「アントマン」または「アント」。

## 経歴

### 生い立ち
少年時代はアメリカンフットボールでランニングバック、クォーターバック、コーナーバックとしてプレーし、ユースチームに選出されるほどの実力の持ち主だったが、兄がバスケットボールをプレーする姿を見て自身もバスケを始め、以降バスケに専念した。

### ハイスクール
高校4年目のシーズンに平均29得点、9リバウンド、2アシストを記録し、マクドナルド・オール・アメリカンやジョーダン・ブランド・クラシックに選出された。

### リクルート
世代トップクラスの選手として、ESPNなどの主要サイトから5つ星評価を受けた。2019年2月11日にジョージア大学へのコミットを発表した。他にはフロリダ州立大学、カンザス大学、ケンタッキー大学、ノースカロライナ大学などからもオファーを受けていた。ジョージア大学ヘッドコーチのトム・クリーンが、自らの憧れるドウェイン・ウェイドやビクター・オラディポをかつて指導していたことが決め手となった。
| 氏名 | 出身                                                                                | 高校 / 大学                  | 身長               | 体重           | コミット日    |
| --- | ----------------------------------------------------------------------------------- | ---------------------------- | ------------------ | -------------- | ------------- |
| アンソニー・エドワーズ SG | アトランタ                                                                          | ホリー・スピリット・プレップ | 6 ft 4 in (1.93 m) | 205 lb (93 kg) | 2019年2月11日 |
| アンソニー・エドワーズ SG | リクルート スターレーティング: Scout: N/A Rivals: 247Sports: ESPN: ESPNグレード: 96 |                              |                    |                |               |
| 全リクルート順位: Rivals: 3 247Sports: 1 ESPN: 4 |                                                                                     |                              |                    |                |               |
| - 注意: 多くの場合、Scout、Rivals、247Sports、ESPNの間で身長、体重が一致しない可能性がある。 - これらの場合、平均をとっている。ESPNグレードは100ポイントスケールに基づいている。 出典: - “Georgia 2019 Basketball Commitments”. Rivals.com. 2023年2月26日閲覧。 - “2019 Georgia Bulldogs Recruiting Class”. ESPN.com. 2023年2月26日閲覧。 - “2019 Team Ranking”. Rivals.com. 2023年2月26日閲覧。 |                                                                                     |                              |                    |                |               |

### カレッジ

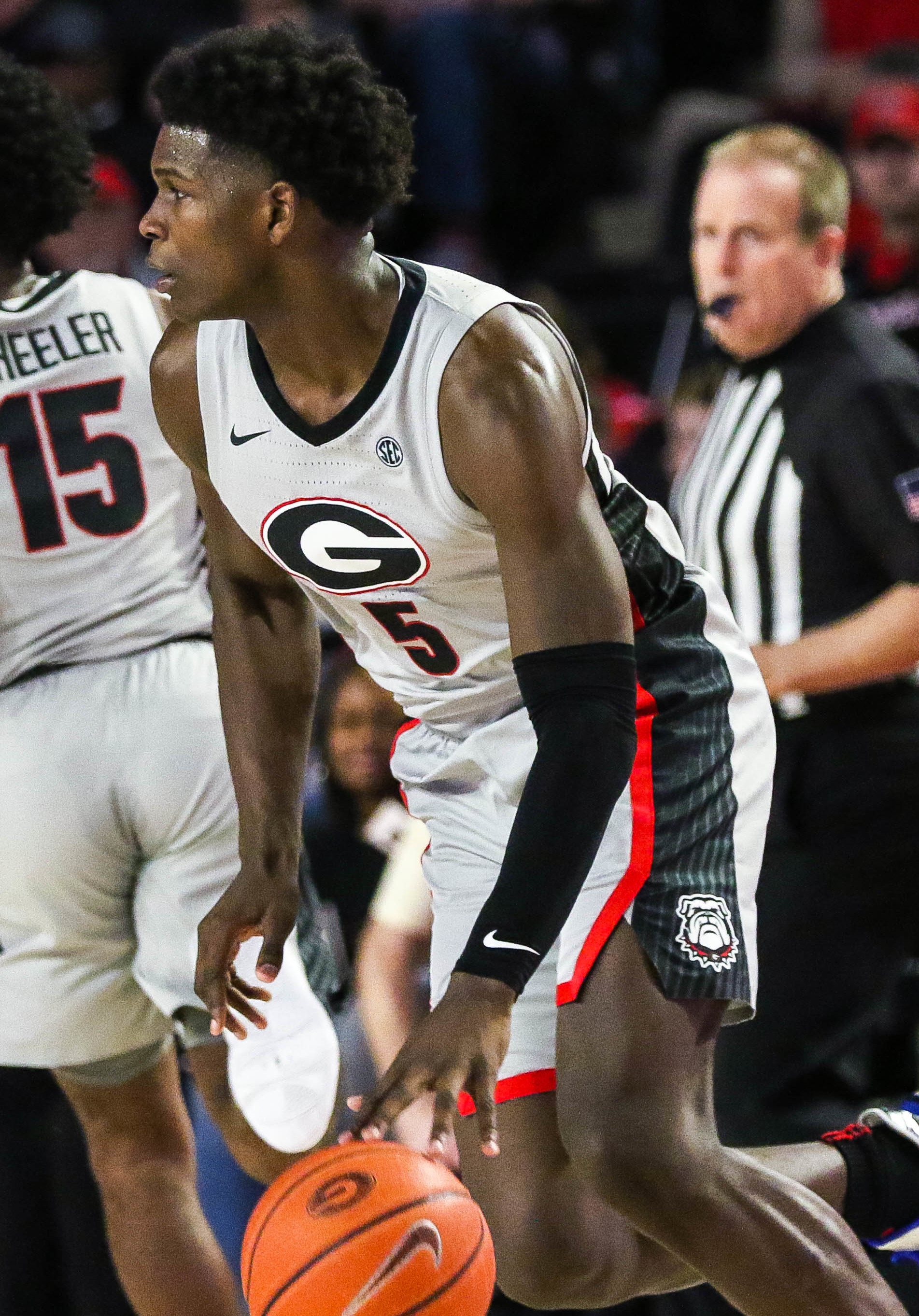
ジョージア大学でのエドワーズ
（2020年）

2019-20シーズン、2019年11月5日のデビュー戦で24得点を記録した。これは1979年のドミニク・ウィルキンス以来、同大学の新人のデビュー戦最多得点記録であった。1年目からエースとして活躍し、チームトップの平均19.1得点を記録。オールSECセカンドチームに選出され、SEC新人王を受賞した。
2020年3月20日に2020年のNBAドラフトへのアーリーエントリーを表明。代理人と契約し、ドラフトに向けた準備を進めるためチームを離脱した。

### ミネソタ・ティンバーウルブズ
2020年のNBAドラフトにて1巡目全体1位でミネソタ・ティンバーウルブズから指名された。
2020-21シーズン開幕当初はベンチからの起用が続いたが、フィールドゴール成功率が40%を下回るなど苦しんだ。しかしシーズン途中にヘッドコーチがクリス・フィンチに交代してからは先発で起用されるようになり、得点を量産。2021年3月19日のフェニックス・サンズ戦でキャリアハイとなる42得点を記録した。このシーズンは全72試合に出場して平均19.3得点、4.7リバウンド、2.9アシストを記録。チーム成績の悪さから新人王の受賞は逃したが、NBAオールルーキーファーストチームに選出された。
2021-22シーズン、2021年11月10日のゴールデンステート・ウォリアーズ戦でキャリアハイを更新する48得点を記録した。2022年1月25日のポートランド・トレイルブレイザーズ戦で40得点、9リバウンド、3ブロック、3スティールを記録した。なお、20歳以下の選手がアシストなしで40得点以上を記録したのはカーメロ・アンソニーに次ぎNBA史上2人目だった。4月7日のサンアントニオ・スパーズ戦でキャリアハイを更新する49得点を記録した。プレーオフではメンフィス・グリズリーズとのファーストラウンド第1戦で36得点、6アシストを記録し、試合は130-117で勝利した。2勝3敗と追い詰められた第6戦では30得点、5リバウンド、5アシスト、2スティール、2ブロックを記録したが、試合は106-114で敗れ、敗退となった。
2022-23シーズン、2023年1月21日のヒューストン・ロケッツ戦で8本の3ポイントシュートを成功させ、シーズンハイとなる44得点を記録した。2月10日、怪我のため欠場するステフィン・カリー、ザイオン・ウィリアムソンの代理として、ディアロン・フォックスと共に初のNBAオールスターゲームに選出された。レギュラーシーズンをカンファレンス8位で終え、プレーイン・トーナメントを勝ち抜きプレーオフに出場。デンバー・ナゲッツとのファーストラウンド第2戦で41得点を記録し、サム・キャセールの保持していたウルブズの選手のプレーオフ1試合における最多得点記録を更新したが、試合は113-122で敗れた。第3戦では36得点を記録し、プレーオフにおいて22歳未満で30得点以上を記録した試合数がコービー・ブライアントに次ぎNBA歴代2番目となったが、試合は111-120で敗れた。0勝3敗と追い詰められた第4戦では34得点、6リバウンド、5アシスト、2スティール、3ブロックを記録し、試合はオーバータイムの末に114-108で勝利した。第5戦では29得点、8リバウンド、7アシスト、2ブロックを記録。109-112で迎えた試合終了間際に同点のブザービーターを狙って放った3ポイントシュートが外れ、敗退となった。
2023-24シーズン開幕前に、背番号を1から高校、大学時代に着用していた5へ変更した。2024年1月27日のサンアントニオ・スパーズ戦でキャリアハイとなる12アシストを含む32得点、6リバウンドを記録した。2月1日に2年連続となるオールスターゲームに選出された。3月17日のユタ・ジャズ戦で31得点を記録。同一シーズンに記録した30得点超えの試合数を26とし、ケビン・ラブが保持していた球団記録を更新した。4月10日のワシントン・ウィザーズ戦でキャリアハイを更新する51得点を記録した。レギュラーシーズン終了後、オールNBAセカンドチームに選出された。プレーオフではファーストラウンドでフェニックス・サンズと対戦し、3勝0敗で迎えた第4戦で40得点（うち31得点は後半で記録）、9リバウンド、6アシストを記録し、試合は122-116で勝利。ウルブズは20年ぶりとなるプレーオフでのファーストラウンド勝利となった。また、プレーオフで30得点以上を記録した試合数が8となり、ケビン・ガーネットが保持していた球団記録を更新した。カンファレンスセミファイナルでは前年敗れたデンバー・ナゲッツと対戦。第1戦でプレーオフでのキャリアハイとなる43得点を記録し、試合は106-99で勝利した。プレーオフにおいて22歳以下の選手が2試合連続で40得点以上を記録したのはコービー・ブライアントに次ぎNBA史上2人目だった。第4戦ではプレーオフでのキャリアハイを更新する44得点を記録したが、試合は107-115で敗れた。ナゲッツに4勝3敗で勝利し、カンファレンスファイナルでダラス・マーベリックスと対戦。0勝3敗と追い詰められた第4戦で29得点、10リバウンド、9アシストを記録し、試合は105-100で勝利した。第5戦では28得点、9リバウンド、6アシストを記録したが、試合は103-124で敗れ、敗退となった。
2024-25シーズン、2025年1月4日のデトロイト・ピストンズ戦で10本の3ポイントシュートを成功させ、キャリアハイを更新する53得点を記録したが、試合は105-119で敗れた。25日のデンバー・ナゲッツ戦でキャリア通算976本目の3ポイントシュートを成功させ、カール＝アンソニー・タウンズを抜きウルブズの球団記録を更新した。30日にリザーブで3年連続となるオールスターゲームに選出された。2月6日のヒューストン・ロケッツ戦で41得点、7リバウンド、6アシストを記録し、試合は127-114で勝利。40得点以上を記録した試合数が14となり、カール＝アンソニー・タウンズを抜きウルブズの球団記録を更新したほか、NBA史上最年少で通算3ポイントシュート成功数が1000本に到達した。10日の戦で44得点を記録したが、試合は107-128で敗北。ウルブズの選手が3試合連続で40得点以上を記録したのは史上初だった。

## 代表歴
2023年、FIBAワールドカップのアメリカ合衆国代表に選出された。同大会では全8試合に出場して平均18.9得点を記録し、オールFIBAワールドカップチームに選出された。
2024年のパリオリンピックにアメリカ合衆国代表として出場し、6試合で平均12.8得点を記録。チームは優勝し、金メダルを獲得した。

## プレースタイル
爆発的な身体能力を誇り、豪快なポスターダンクを何度も成功させている。2023-24シーズンにジョン・コリンズの上から叩き込んだポスターダンクは、そのシーズンのダンク・オブ・ザ・イヤーに選出された。
身体能力とリム周りのフィニッシュ力の高さから、マイケル・ジョーダンと比較されることが多い。ウルブズでチームメイトのマイク・コンリーはエドワーズとジョーダンの比較について「フェイダウェイ、身体能力、ポスターダンクなど、彼ら2人には多くの共通点がある。」と評している。
大学時代は3ポイントシュートの精度が課題とされていたが、NBA入り後は年々改善され、2025年2月にNBA史上最年少で通算成功数1000本に到達した。
屈強な肉体と横方向の敏捷性を活かしたディフェンスにも優れており、アメリカ代表ではヘッドコーチのスティーブ・カーからオンボールディフェンスを絶賛された。エドワーズ本人は、メディアによって自分のディフェンスが過小評価されていると語っている。

## 人物
14歳だった2015年に、母と祖母が癌により相次いで亡くなった。2人とも5日に亡くなったため、追悼の意を込めて高校、大学時代は一貫して背番号5を着用していた。NBAでは当初背番号1だったが、2023-24シーズンから5を着用している。母と祖母の死後、監護権を分け合った姉のアントワネットと兄のアントワンにより育てられた。ジョージア大学ではマーケティングを専攻していた。
野球は幼少期に打ち込んでいた時期があったもののそれほど興味がなく、2021年オフにMLBで活躍したアレックス・ロドリゲスがウルブズの共同オーナーに就任した際に、ロドリゲスの存在を知らなかった。犬を2匹飼育しており、機会があればライオンも飼育してみたいと語っている。
2022年6月にNetflixで配信されたNBAを題材とした映画「ハッスル」に、同じくNBA選手のフアンチョ・エルナンゴメスと共に出演している。
2023年にスポンサー契約を結んだアディダスから初のシグネチャーモデル「AE1」をリリース。これがベストセラーとなり、アディダスはエドワーズと総額5000万ドル以上の契約延長に合意した。

### 罰金・スキャンダル
2022年9月、Instagramに同性愛者を嫌悪する内容のストーリーを投稿し、NBAから4万ドルの罰金処分を受けた。
2023年12月、Instagramモデルとして活動するペイジ・ジョーダがエドワーズの子供を妊娠し、エドワーズから10万ドルを支払うかわりに中絶手術を受けるよう要求されていたことを明かした。エドワーズはこの件に関して「個人的な問題であり、これ以上話すつもりはない。」としている。

## 個人成績

### NBA

#### レギュラーシーズン
| シーズン     | チーム       | GP  | GS  | MPG  | FG%  | 3P%  | FT%  | RPG | APG | SPG | BPG | PPG  |
| ------------ | ------------ | --- | --- | ---- | ---- | ---- | ---- | --- | --- | --- | --- | ---- |
| 2020–21      | MIN          | 72  | 55  | 32.1 | .417 | .329 | .776 | 4.7 | 2.9 | 1.1 | .5  | 19.3 |
| 2021–22      | MIN          | 72  | 72  | 34.3 | .441 | .357 | .786 | 4.8 | 3.8 | 1.5 | .6  | 21.3 |
| 2022–23      | MIN          | 79  | 79  | 36.0 | .459 | .369 | .756 | 5.8 | 4.4 | 1.6 | .7  | 24.6 |
| 2023–24      | MIN          | 79  | 78  | 35.1 | .461 | .357 | .836 | 5.4 | 5.1 | 1.3 | .5  | 25.9 |
| 2024–25      | MIN          | 79  | 79  | 36.3 | .447 | .395 | .837 | 5.7 | 4.5 | 1.2 | .6  | 27.6 |
| 通算         | 通算         | 381 | 363 | 34.8 | .446 | .364 | .804 | 5.3 | 4.2 | 1.3 | .6  | 23.9 |
| オールスター | オールスター | 2   | 0   | 14.8 | .727 | .000 | —    | 2.5 | 1.0 | .0  | .0  | 8.0  |

#### プレーオフ
| シーズン | チーム | GP | GS | MPG  | FG%  | 3P%  | FT%  | RPG | APG | SPG | BPG | PPG  |
| -------- | ------ | -- | -- | ---- | ---- | ---- | ---- | --- | --- | --- | --- | ---- |
| 2022     | MIN    | 6  | 6  | 37.8 | .455 | .404 | .824 | 4.2 | 3.0 | 1.2 | 1.2 | 25.2 |
| 2023     | MIN    | 5  | 5  | 39.8 | .482 | .349 | .846 | 5.0 | 5.2 | 1.8 | 2.0 | 31.6 |
| 2024     | MIN    | 16 | 16 | 40.5 | .481 | .400 | .814 | 7.0 | 6.5 | 1.5 | .6  | 27.6 |
| 2025     | MIN    | 15 | 15 | 39.0 | .453 | .354 | .719 | 7.8 | 5.5 | 1.1 | .7  | 25.3 |
| 通算     | 通算   | 42 | 42 | 39.5 | .468 | .377 | .788 | 6.6 | 5.5 | 1.4 | .9  | 26.9 |

### カレッジ
| シーズン | チーム     | GP | GS | MPG  | FG%  | 3P%  | FT%  | RPG | APG | SPG | BPG | PPG  |
| -------- | ---------- | -- | -- | ---- | ---- | ---- | ---- | --- | --- | --- | --- | ---- |
| 2019–20  | ジョージア | 32 | 32 | 33.0 | .402 | .294 | .772 | 5.2 | 2.8 | 1.3 | .6  | 19.1 |